# Magyar szociológusok listája
Ennek a lapnak a koncepciója az, hogy olyan személyek kerüljenek rá listaszerűen, akiknek szociológus mivoltáról más, elfogadott kézikönyv, vagy forrás tanúskodik. Ezért minden egyes név mellé bekerült az az információ, hogy milyen kézikönyv listájában szerepel szociológusként. (Ez egyben azt is jelenti, hogy az itt feldolgozott kézikönyvekben senki más nem szerepel szociológusként, s azt is, hogy e kézikönyvek összes többi szereplője nem szociológusként szerepel) 
| Ábécé szerinti tartalomjegyzék                                                                           |
| --- |
| A, Á B C Cs D Dz Dzs E, É F G Gy H I, Í J K L Ly M N Ny O, Ó Ö, Ő P Q R S Sz T Ty U, Ú Ü, Ű V W X Y Z Zs |

## A, Á
- A. Gergely András (1952–2023) szociológus, politológus[1]
- Acsády Judit (1964–) szociológus[1]
- Albert Ferenc (1929–) szociológus[2]
- Albert József (1944–)  szociológus[1]
- Andics Jenő (1945–) szociológus[1]
- Andor Mihály (1944–2022) szociológus[1]
- Andorka Rudolf (1931–1997) szociológus[3]
- András Imre (1928–) jezsuita szerzetes, szociológus[4]
- Angelusz Róbert (1939–2010) szociológus[1]
- Ankerl Géza (Kornél Tamás 1933–2022)  építész, szociológus[4]
- Antal Z. László (1955–) szociológus[1]
- Aradi Viktor (1883–1937 körül) szociológus, történész, publicista[2]
- Arató András(wd) (Arato Andrew; 1940–) magyar származású amerikai szociológus, műfordító[5]

## B
- Balipap Ferenc (1948–2013) szociológus, közösségfejlesztő[1]
- Balla Bálint (1928–2018) magyar származású német szociológus, jogász, protestáns lelkész↑ Mnlex:
- Bánfalvy Csaba (1954–) közgazdász, szociológus[1]
- Bánlaky Pál (1937–) szociológus[1]
- Barabás János (1947–) szociológus, tanár[1]
- Barakonyiné Winiczai Klára (1944–) szociológus, közgazdász[1]
- Báthory János (1949–) etnográfus, szociológus[1]
- Bauer Béla (1961–) tanár, szociológus[1]
- Becskeházi Attila (1955–) szociológus, filozófus[1]
- Békési Ágnes (1952–) szociológus[1]
- Béki Gabriella (1949–) szociológus, politikus, országgyűlési képviselő[1]
- Beöthy Leó (1839–1886) közgazdász, statisztikus, szociológus, etnológus[5]
- Béres Csaba (1938–) szociológus[1]
- Béres Tamás (1979-) szociológus, író
- Berey Katalin (1942–) építész, szociológus[6]
- Bindorffer Györgyi (1953–) kulturális antropológus, szociológus[6]
- Bíró Dávid (1953–) szociológus[6]
- Bobula Ida (1900–1981) szociológus, történész, politikus, költő[5]
- Bódi Ferenc (1963–) szociológus[6]
- Boér Miklós (1914–1987) történész, szociológus[5]
- Bogdan Tibor (1919–?) nevelés- és lélektani szakíró, szociológus[2]
- Boros László (1950–) jogszociológus, politológus[6]
- Borsody István (Stephen) (1911–2000) az USA-ban élő magyar történész, szociológus[5]
- Bozóki András (1959–) politológus, szociológus[6]
- Bőhm Antal (1940–) szociológus, politológus[6]
- Böröcz József (1956–) szociológus[6]
- Braun Soma (1890–1942) kultúrtörténész, szociológus[5]
- Bruszt László (1953–) szociológus[6]

## C, Cs
- Csákó Mihály (1941–2019) szociológus, oktatáskutató[6]
- Csalog Zsolt (1935–1997) író, szociográfus, szociológus[5]
- Csámpai Ottó (1952–) szociológus[6]
- Csanádi Gábor (1948–) szociológus [6]
- Csanádi Mária (Demeter Mária) (1946–) közgazdász, szociológus[6]
- Csanády András (1929–) grafikus, szociológus, filozófus[6]
- Csapody Tamás (1960–) jogász, szociológus[6]
- Császi Lajos (1948–) szociológus[6]
- Cseh-Szombathy László (1925–2007) szociológus[7]
- Csepeli György (1946–) szociológus, szociálpszichológus[5]

## D
- Dékány István (1886–1965) filozófus, szociológus[5]
- Demeter Zayzon Mária (1944–) szociológus[6]
- Demszky Gábor  (1952–) politikus, jogász, szociológus[8]
- Derdák Tibor (1961–) tanár, szociológus[6]
- Dobos László Gábor (1952–) közgazdász, szociológus[6]
- Domszky András (1952–) gyógypedagógus, szociológus[6]
- Doncsev Toso (1944–) szociológus[6]

## E, É
- Éger György (1950–) szociológus, közgazdász, diplomata[6]
- Elek Sándor (1948–) közgazdász, szociológus[6]
- Enyedi Zsolt (1967–) politológus, szociológus[6]
- Erdei Ferenc (1910–1971) politikus, szociológus[5]

## F
- Fábián Gergely (1961–) szociológus[6]
- Fábián Tamás (1962–) közgazdász, szociológus[6]
- Farkas Geiza (1874–1943) szociológus, jogász, közgazdász[5]
- Farkas János (1933–2016) szociológus[6]
- Feith Bence (1947–) közművelődési szakember, tanár, szociológus[6]
- Feleky Gábor (1952–) szociológus[6]
- Felkai Gábor (1954–) szociológus[6]
- Ferge Zsuzsa   (Ferge Sándorné, Kecskeméti Zsuzsanna) (1931–2024) közgazdász - szociológus[5]
- Fogarasi József (1948–) jogász, szociológus[6]
- Forray R. Katalin (1942–) szociológus[6]
- Fóti Péter (1946–) újságíró, jogász, szociológus[6]
- Földes Ferenc  (1910–1943) politikus, filozófus, szociológus[5]
- Földesiné Szabó Gyöngyi (?–) szociológus[6]
- Füstös László (1949–) szociológus, közgazdász, gazdaságmatematikus[6]

## G
- Gáll Ernő (1917–2000) romániai magyar szociológus, politikai szakíró[9]
- Galló Béla (1952–)   szociológus, publicista[6]
- Garda Dezső (1948–) szociológus, történész, politikus[2]
- Gáspár Gabriella (1956–)  szociológus, jogász[6]
- Gáti Zoltán (1951– 2010)  újságíró, szociológus[6]
- Gazsó Ferenc (1932–2018)   szociológus[6]
- Geőcze Sarolta (1862–1928) pedagógus, szociológus[5]
- Gereben Ferenc (1942–)  művelődésszociológus, tanár[6]
- Gombár Csaba (1939–)  szociológus, politológus[8]
- Gyekiczky Tamás (1955–)  szociológus, jogász[6]
- Győri Péter (1954–)  közgazdász, szociológus[6]

## H
- H. Sas Judit (1926–)  szociológus[6]
- Hadas Miklós (1953–) szociológus[6]
- Hadházy Antal (1944–) lelkész, szociológus[6]
- Halász József (1874–1928) szociológus, újságíró[2]
- Hankiss Elemér (1928–2015) irodalomtörténész, szociológus[8]
- Hantó Zsuzsa (1945–) szociológus[6]
- Harkányi Ede (1879–1909) jogász, szociológus, publicista[5]
- Harmatta János (1944–2004)  orvos, szociológus, ideg- és elmegyógyász, pszichoterapeuta[6]
- Haskó Katalin (1942–) szociológus[6]
- Hauser Arnold (1892–1978)  filozófus, művészetszociológus[5]
- Havas Gábor   (F. Havas Gábor)  (1944–) szociológus, népművelő[6]
- Hegedüs András (1922–1999) politikus, szociológus[10]
- Hegedűs B. András (1930–)   közgazdász, szociológus[3]
- Hegedűs István (1957–) szociológus[6]
- Hegedűs Lóránt (1872–1943)  szociológus, közgazdász, publicista, író[5]
- Hegyesi Gábor (1948–2025)  szociológus, tanár, szociális munkás[6]
- Heit Gábor (1954–)   szociológus[6]
- Heltai Péter (1962–) újságíró, szociológus, producer[6]
- Hernádi Miklós (1944–2020) író, szociológus[6]
- Héthy Lajos (1943–) közgazdász, szociológus[6]
- Hidy Péter (1940–)   szociológus[11]
- Hírnök József (1957–) etnológus, szociológus[6]
- Hodosán Róza (1954–)  szociológus[6]
- Hrubos Ildikó (1943–) szociológus[6]
- Huszár Andor (1926–1978) közgazdász, szociológus[2]
- Huszár Tibor (1930–2019) szociológus[8]

## I
- Illéssy István (1948–) szociológus[6]
- Imreh István (1919–2003) történész, szociológus[2]
- Izsák Éva (1969–) geográfus, szociológus[6]

## J
- Jánosi György (1954–) szociológus[6]
- Jászi Oszkár (1875–1957) szociológus, politikus, publicista[5]
- Jenei György (1942–2024) szociológus[6]
- Jordáky Lajos (1913–1974) szociológus, kritikus[2]
- Józsa Péter (1929–1979) szociológus, esztéta, műfordító[5]
- Juhász Pál (1944–) közgazdász, agrárszociológus [6]

## K
- Kákai László (1964–) politológus, szociológus[6]
- Kallós Miklós (1926–2018) szociológus, filozófiai író, szerkesztő, publicista[2]
- Kamarás István (1941–) szociológus, író[6]
- Kántor Zoltán (1968–) politológus, szociológus[6]
- Kapitány Ágnes (Gál) (1953–) szociológus, kulturális antropológus[6]
- Kapitány Gábor (1948–) szociológus, kulturális antropológus, író[6]
- Karády Viktor (1936–) szociológus[8]
- Kárpáti Zoltán (1944–2019) szociológus[6]
- Kemény István (1925–2008) szociológus[7]
- Kende Péter (Pierre) (1927–) magyar származású francia szociológus, politológus, politikai közíró[8]
- Kende Péter (1952–) jogász, szociológus, újságíró[6]
- Kiss Benedekné  (Garai Etelka Katalin) (1944–) népművelő, szociológus[6]
- Kóczé Angéla (1970–) szociológus[6]
- Kolosi Tamás (1946–) szociológus[8]
- Korózs Lajos (1958–) szociológus[6]
- Kovách Imre (1953–) szociológus[6]
- Kovács András (1947) szociológus[6]
- Kovács Éva Judit (1964–) szociológus[6]
- Kovács I. Gábor (1945–) szociológus[6]
- Kovács Katalin (1954–) szociológus, kulturális antropológus[6]
- Kovács M. Mária (1953–2020) történész, szociológus[12]
- Kozák Gyula (1941–) szociológus[6]
- Kozák Márton (1952–) szociológus, újságíró[6]
- Köles Sándor (1951–) népművelő, szociológus[6]
- Könczei György (1958–) közgazdász, szociológus[11]
- Kőrösi Zsuzsanna (1967–) szociológus, szerkesztő[6]
- Kuczi Tibor (1949–) szociológus[6]
- Kulcsár Kálmán (1928–2010) jogtudós, jogszociológus[8]
- Kulcsár László (1946–) szociológus, jogász[6]
- Kulcsár Péter (1953–) közgazdász, szociológus[6]
- Kupa László (1953–) szociológus, jogász[6]

## L
- Ladányi János (1949–2023) szociológus[6]
- Lakner Zoltán (1952–) szociológus, népművelő, könyvtáros[6]
- Laky Teréz (1926–) szociológus[11]
- Lánczi Jenő (1875–1944) szociológus, publicista, ügyvéd[5]
- Lányi Gusztáv (1951–) pszichológus, szociológus[6]
- Lázár Guy (Bajomi Lázár Guy) (1944–) szociológus, politológus[3]
- Léderer Pál (1942–) szociológus[6]
- Lengyel Gabriella (1948–2020) szociológus[13]
- Lengyel György (1951–) szociológus[6][14]
- Leopold Lajos (1879–1948) szociológus, közgazdász[5]
- Lévai Katalin (1954–) politikus, szociológus[8]
- Levendel Ádám (1947–) szociológus[6]
- Lick József (1929–) szociológus, filozófus[11]
- Ligeti Sándor (1890–?) szociológus, író[2]
- Liskó Ilona (1944–) szociológus[11]
- Losonczi Ágnes (1928–2024) szociológus[6]
- Lovas Lajos (1967–) szociológus, író, szerkesztő[6]
- Lőcsei Pál (1922–2007) szociológus, újságíró[11]
- Lukács Péter (1948–) szociológus, politológus[6]

## M
- Magyar Bálint (1952–) politikus, szociológus[8]
- Makara Péter (1946–) szociológus[6]
- Makó Csaba (1945–) szociológus[6]
- Manchin Róbert (1946–) szociológus[6]
- Mannheim Károly (1893–1947) filozófus, szociológus[5]
- Markó Péter (1953–) népművelő, szociológus[6]
- Markos András (1920–1974) szociológus, levéltáros[2]
- Márkus István (1920–1997) szociológus, szociográfus[10]
- Mátyus Aliz (Alice) (1948–)  szociológus, író[6]
- Meleg Csilla (1947–) szociológus, pedagógus[6]
- Méray-Horváth Károly (1859–1938) szociológus, publicista, író[5]
- Mészáros József (1958–) matematikus, szociológus[6]
- Mirnics Károly (Pannonhalmi) (1937–) szociológus, demográfus[6]
- Miszlivetz Ferenc (1954–) szociológus[6]
- Molnár László (1964–) közgazdász, szociológus[6]
- Morel Gyula (Julius) (1927–2003) szociológus[11]
- Musto István (1933–) politológus, szociológus, közgazdász[11]

## N, Ny
- Nagy Attila (1942–)  pszichológus, szociológus, olvasáskutató[6]
- Nagy Gábor Tamás (1960–) jogász, szociológus[6]
- Nagy J. Endre (1941–) szociológus, jogász[6]
- Nagy Károly (1934–2011) szociológus[6]
- Nagy László (1948–) szlovákiai magyar politikus, szociológus[5]
- Nagy Mária (1949–) oktatáskutató, szociológus[6]
- Nagy Péter Tibor (1963–) történész, oktatáskutató, szociológus[6]
- Nagy Tamás (1953–) filozófus, szociológus[11]
- Nagy Zoltán (1953–) vallási vezető, orientalista, szociológus[6]
- Neményi Mária (1946–) szociológus, szociálpszichológus[6]
- Nemes Ferenc (1938–) szociológus[6]
- Nyerges Mihály (1946–) atlétaedző, tanár, szociológus[6]
- Nyitrai Imre (1968–) szociológus, szociálpolitikus[6]

## O, Ó, Ö, Ő
- Oláh Miklós (1958–) szociológus[6]
- Örkény Antal (1954–) szociológus[6]
- Őry Csaba György (1952–) politikus, jogász, szociológus[6]

## P
- Papp Z. Attila (1969–) szociológus[6]
- Papp Zsolt (1944–1992) szociológus[15]
- Pászka Imre (1949–) szociológus[6]
- Pethő László (1945–) szociológus, kulturális antropológus[6]
- Pető Andrea (1964–) történész, szociológus[6]
- Pocsajiné Fábián Magdolna (1951–) művelődésszociológus, közösségfejlesztő[6]
- Pongráczné Hüttl Marietta (1944–) demográfus, szociológus[6]
- Pulszky Ágost (1846–1901) jogfilozófus, szociológus és politikus[5]

## R
- Rab Károly (1944–) közgazdász, szociológus, pszichológus[6]
- Rézler Gyula (1911–2001) szociológus
- Róbert Péter (1953–) szociológus[6]
- Rónai Zoltán (1880–1940) szociológus, jogász, politikus[5]
- Roth Endre (1927–2009) közíró, filozófiai író, szociológus[2]
- Rozgonyi Tamás (1941–2021) szociológus[6]*
- Rudas János (1935–) pszichológus, szociológus[6]

## S, Sz
- S. Nagy Katalin (1944–) művészettörténész, szociológus[6]
- Schadt Mária (1946–) szociológus[6]
- Schiffer Péter (1943–) bankszakember, szociológus[6]
- Schneider Márta (1954–) szociológus[6]
- Schöpflin György András (1939–) magyar származású brit történész, politológus, szociológus[5]
- Sebes József (1949–) közgazdász, politológus, szociológus[6]
- Semjén Zsolt (1962–) teológus, szociológus[6]
- Sik Endre (1948–) szociológus[6]
- Simon János (1954–) szociológus, politológus, tanár[6]
- Simonyi Ágnes (1947–) szociológus[6]
- Skrabski Árpád (1939–2009) mérnök, szociológus, demográfus[6]
- Solt Ottilia (1944–1997) szociológus, politikus[10]
- Soltész Anikó (?) szociológus[6]
- Somlai Péter (1941–) szociológus[6]
- Somogyi Zoltán (1973–) kommunikációs szakértő, szociológus[6]
- Spéder Zsolt (1961–) közgazdász, szociológus[6]
- Sterk Péter (1948–) szociológus[6]
- Strém Kálmán (1934–2005) zeneszociológus, hangversenyrendező[11]
- Sükösd Miklós (1960–) politológus, szociológus[6]
- Süle Tibor (1933–) történész, szociológus[6]
- Szabó Dénes (Denis) (1929–2019) jogász, szociológus[6]
- Szabó Ervin (1877–1918) könyvtáros, publicista, szociológus[5]
- Szabó Gábor (1960–) szociológus[11]
- Szabó Ildikó (1946–2016) szociológus[6]
- Szabó János (1953–) szociológus, honvédtábornok[6]
- Szabó Sándorné (Mórocz Márta) (1951–) szociológus, tanár[6]
- Szalai Erzsébet (1948–) szociológus[6]
- Szalai Júlia (1948–2022) szociológus[6]
- Szalai Sándor (1912–1983) szociológus, filozófus[5]
- Szecskő Tamás (1933–) szociológus[3]
- Székely Péter (1952–) filozófus, politológus, szociológus[6]
- Székelyi Mária (1946–) szociológus[6]
- Szekfű András (Karafiáth András) (1941–) szociológus, filmtörténész[6]
- Szelényi Iván (1938–) szociológus[8]
- Széman Zsuzsa (1952–) szociológus[6]
- Szentpéteri István (1926–2002)[7]
- Szerbhorváth György (1972–) író, újságíró, szerkesztő, szociológus[6]
- Szilágyi Péter (1945–) jogász, szociológus[6]
- Szirmai Péter (1947–) közgazdász, szociológus[6]
- Szirmai Viktória (1944–) szociológus[6]
- Szoboszlai Zsolt (1956–) szociológus[6]
- Szretykó György (1957–) közgazdász, szociológus, politológus[6]
- Sztáray Zoltán (1918–2011) író, szociológus[6]

## T
- Tagányi Zoltán (1940–) szociológus[11]
- Táll Éva (1952–) közgazdász, szociológus[11]
- Tamás Pál (1948–) szociológus[8]
- Tánczos Gábor (1928–1979) nevelés - és művelődésszociológus, politikus[5]
- Tardos Róbert (1947–) szociológus[6]
- Tellér Gyula (1934–2023) szociológus, műfordító[6]
- Tibor Ágnes (1947–) közgazdász, szociológus, újságíró[6]
- Tibori Tímea (1950–) szociológus[6]
- Timár János (1950–) jogász, szociológus[6]
- Tomka Miklós (1941–2010) szociológus[6]
- Torkos Veronika (1953–) szociológus[3]
- Tosics Iván (1952–) szociológus[6]
- Tóth István György (1962–) közgazdász, szociológus[6]
- Tóth Olga (1955–) szociológus[6]
- Tóth Pál (1942–) szociológus[3]
- Tóth Pál Péter (1942–) szociológus[6]
- Törzsök Erika (1942–) szociológus[6]

## U
- Utasi Ágnes (1940) szociológus[1]

## V
- Varga Csaba (1946–) író, szociológus[1]
- Varga Károly (1930–) szociológus[1]
- Várhegyi György (1922–) tanár, szociológus[3]
- Varjú Gabriella (1961–) jogász, szociológus[11]
- Várnai Györgyi (1942–) szociológus[5]
- Vásárhelyi Mária (1953–) szociológus[1]
- Vaskovics A. László (?–) szociológus[11]
- Vaskovics László Árpád (1936–) szociológus[4]
- Velkey Gábor Dániel(wd) (1963–) szociológus[1]
- Venczel József (1913–1972) szociológus, szerkesztő, lexikográfus[16]
- Veres András (1945–)[1]
- Veres Valér (1972–) szociológus[2]
- Veszeli Tibor (1935–) agrármérnök, szociológus[1]
- Vitányi Iván (1925–2021) szociológus, művelődéspolitikus[4]
- Vukovich György (1929–2007) szociológus[11]

## W
- Wessely Anna (1951–) szociológus, művészettörténész[1]

## Z, Zs
- Zám Mária (1951–) szociológus[1]
- Závada Pál (1954–) író, szociológus[5]
- Zombori Gyula (1960–) közgazdász, szociológus[1]
- Zsille Zoltán (1942–2002) szociológus, újságíró, szerkesztő, író[11]